# Xantonnea
Xantonnea es un género con dos especies de plantas con flores perteneciente a la familia Rubiaceae.
Es nativo de Indochina.

## Especies
- Xantonnea parvifolia
- Xantonnea quocensis